# Neffapis longilingua
Neffapis longilingua är en biart som beskrevs av Ruz 1995. Neffapis longilingua ingår i släktet Neffapis och familjen grävbin. Inga underarter finns listade i Catalogue of Life.